# Ohropax
Die Ohropax GmbH ist ein deutsches Unternehmen, das zunächst durch Ohrenstöpsel aus Wachs bekannt wurde. Später kamen Modelle aus Schaumstoff, Silikon und Kunststoff hinzu. Der Name „Ohropax“ ist zusammengesetzt aus dem deutschen Wort Ohr und dem lateinischen Wort pax „Frieden/Ruhe“.

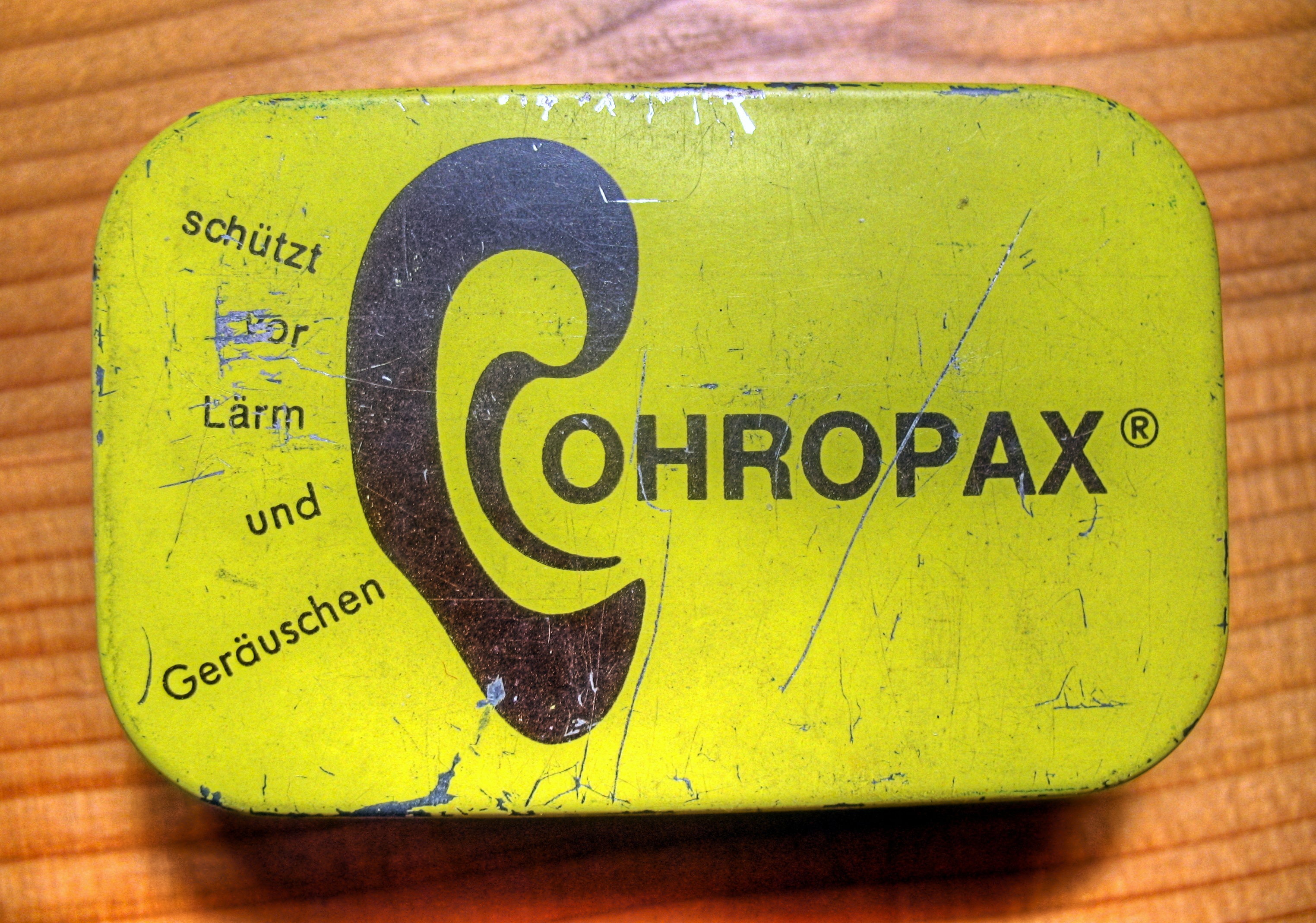
Blechschachtel aus den 1970er Jahren

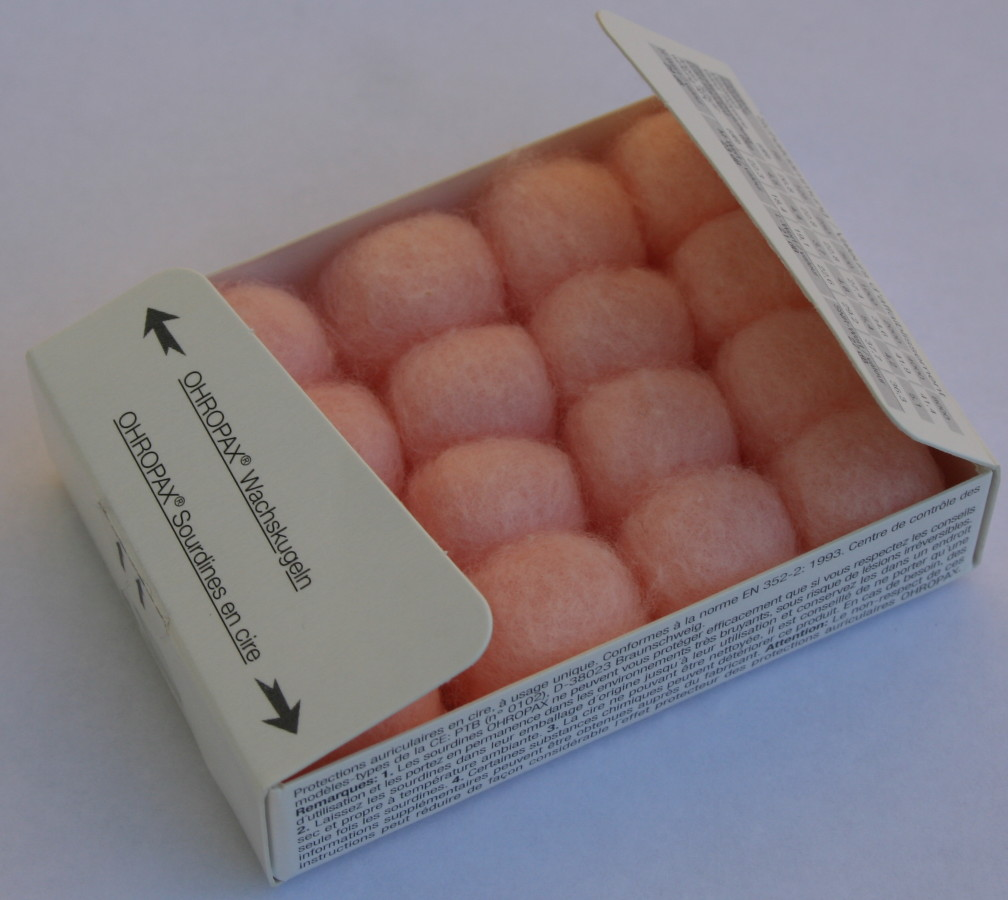
Ohropax Classic, 20er-Packung

Das Unternehmen, seit 1991 in Wehrheim ansässig, wird von Michael Negwer, Enkel des Berliner Gründers und schlesischen Apothekers Maximilian Negwer, geleitet und beschäftigt etwa 40 Mitarbeiter. Hauptprodukt ist Ohropax Classic (Wachskugeln), von denen jährlich über 35 Millionen Kugeln entstehen. Daneben vertreibt Ohropax weitere Gehörschutzprodukte sowie Gesundheitsartikel. Das Unternehmen stellt nur die Produkte aus Wachs selbst her.

## Geschichte
Maximilian Negwer gründete 1907 das Unternehmen „Fabrik pharmazeutischer und kosmetischer Spezialitäten Max Negwer“. Die erste Packung der OHROPAX Geräuschschützer wurde im Herbst 1908 zum Preis von einer Goldmark (inflationsbereinigt etwa 7,15 €) verkauft. Die Blechdose enthielt sechs Paar Wachskugeln und war in Sanitätsgeschäften und Kaufhäusern zu erwerben. Ohropax wurde 1911 auch als Marke eingetragen.
1912 meldete Prof. Jenny Preiß ein Gebrauchsmuster für einen Geräuschschutz an, welches von Ohropax für Ohrstöpsel genutzt wurde. Jenny Preiß erhielt während der Laufzeit dieses Gebrauchsmusters eine Lizenzgebühr von Maximilian Negwer.
Im August 1914 wurde das Produkt von Generalleutnant Freiherr von Dinklage dem Kriegsministerium für den Gebrauch im Militär empfohlen. 1916 führte das Militär OHROPAX ein. Auf diese Weise lernten erstmals weite Bevölkerungsschichten das Produkt kennen, wodurch Ohropax-Geräuschschützer zum Hauptprodukt des Unternehmens wurden.
1924 verlegte man den Unternehmenssitz von Berlin nach Potsdam; nach dem Zweiten Weltkrieg von dort nach Frankfurt am Main und kurz darauf nach Bad Homburg.
Die Blechdose mit den Kugeln enthielt bis in die 1980er Jahre ein Stück Draht mit jeweils zwei zum Kreis gebogenen Enden. Damit konnte man die eingeführten Wachskugeln leichter aus den Ohren entfernen.